# 拉特里尼泰-波罗埃特
拉特里尼泰-波罗埃特（法語：La Trinité-Porhoët，法語發音：[la tʁinite pɔʁwɛt]）是法国莫尔比昂省的一个市镇，属于瓦讷区。

## 地名
该地名“La Trinité-Porhoët”发音为[la tʁinite pɔʁwɛt]，末尾字母“t”发音，《世界地名翻译大辞典》与《世界地名译名词典》将其误译作“拉特里尼泰-波罗埃”。

## 地理
拉特里尼泰-波罗埃特（48°5'50"N, 2°32'48"W）面积12.7 平方千米，位于法国布列塔尼大區莫尔比昂省，该省份为法国西北部沿海省份，位于布列塔尼半岛南部，北起阿摩尔滨海省、西接菲尼斯泰尔省，南濒大西洋，东南接大西洋卢瓦尔省，东临伊勒-维莱讷省。
与拉特里尼泰-波罗埃特接壤的市镇（或旧市镇、城区）包括：梅内阿克、莫翁、福日德拉努埃、普吕米约。
拉特里尼泰-波罗埃特的时区为UTC+01:00、UTC+02:00（夏令时）。

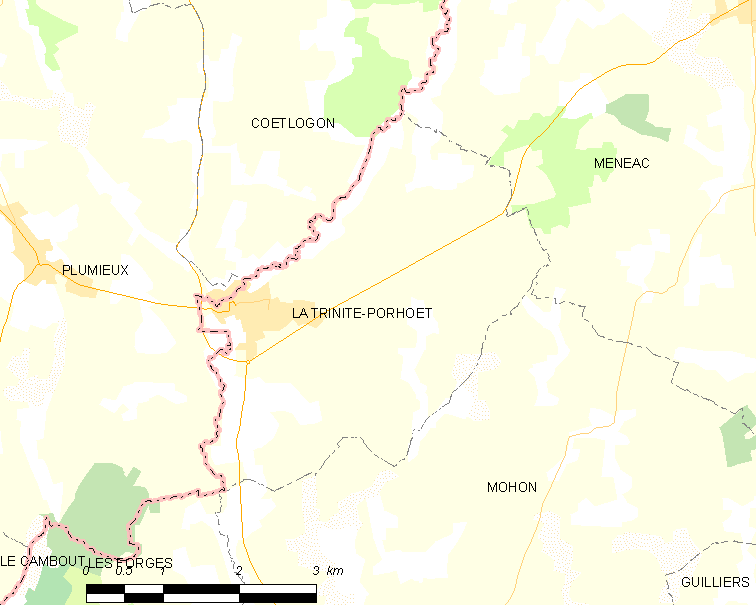
拉特里尼泰-波罗埃特的OSM定位图

## 行政
拉特里尼泰-波罗埃特的邮政编码为56490，INSEE市镇编码为56257。

## 政治
拉特里尼泰-波罗埃特所属的省级选区为普洛埃梅勒县。

## 人口

1962-2008年间拉特里尼泰-波罗埃特人口变化图示

拉特里尼泰-波罗埃特于2022年1月1日时的人口数量为667人。